# トリスタン・デケル
トリスタン・デケル（Tristan Dekker、1998年3月27日 - ）は、オランダ・デン・ハーグ出身のサッカー選手。VVVフェンロー所属。ポジションはDF。

## クラブ経歴
デン・ハーグ出身。ADOデン・ハーグで育成され、2016年にマウリセ・ステイン率いるVVVフェンローに加入した。初年度の2016-17シーズンはレギュラーの座を確保したが、このシーズン以降は徐々に出場機会を失った。

## 代表経歴
オランダ人の父と韓国人の母の下、デン・ハーグで生まれた。U-16オランダ代表では4試合に出場した。